# Micah Richards
Micah Lincoln Richards (Birmingham, 24 de juny de 1988) és un ex-futbolista anglès d'origen caribeny que jugava pel Manchester City de la Premier League.
Richards va entrar en escena amb el Manchester City i va fer 245 aparicions en totes les competicions en deu temporades, guanyant un títol de la Premier League i una FA Cup. Després d'una temporada cedit a la Fiorentina a la Sèrie A d'Itàlia, es va unir a l'Aston Villa el 2015. Richards va jugar 31 vegades al Villa fins a l'octubre del 2016 (diverses lesions al genoll van restringir les seves aparicions) abans de retirar-se el juliol del 2019. Es va convertir en un expert del futbol després de la seva retirada.
En fer el seu debut complet a Anglaterra el novembre de 2006, Richards es va convertir en el defensa més jove a ser convocat a la selecció anglesa. Va guanyar 13 partits amb Anglaterra entre el 2006 i el 2012 i va jugar a la selecció britànica per al torneig de futbol olímpic de 2012.

## Carrera periodística
Després de la seva retirada com a jugador, Richards va començar a treballar com a expert per Sky Sports i BBC Sport, apareixent a la ràdio i la televisió, inclòs Match of the Day. També es va convertir en part de la cobertura de la UEFA Champions League de CBS Sports, destacant-hi amb Kate Scott, Jamie Carragher i Thierry Henry en un programa que va aconseguir un gran reconeixement de la crítica.